# アイルランガ大学
国立アイルランガ大学（こくりつアイルランガだいがく、英語: Airlangga University）は、東ジャワ州スラバヤ市東スラバヤ区に本部を置くインドネシアの国立大学。1954年創立、1954年大学設置。大学の略称はUNAIR (アイ大)。

## 概観

### 大学全体
1948年、国立アイルランガ大学(インドネシア語：Universitas Airlangga、略称＝UNAIR、通称＝アイ大)はインドネシア国立大学の分校で当時は医学部と歯学部の２つしかなかった。 1954年11月10日「英雄の日」に政府規制 No.57/1954に基づき、当時国立アイルランガ大学は5つの学部で設立された。
1. 医学部
2. 歯学部
3. 法学部
4. 文学部（バリ島のデンパサール市キャンパス）
5. 教育学部（マラン市キャンパス）

1961年にスラバヤ経済大学が統合され、アイルランガ大学経済学部となった。デンパサール市にある文学部は1962に年に分離し国立ウダヤナ大学となり、マラン市にある教育学部は1963年にマラン教育大学[その後、マラン国立大学に改名]となった。2023年現在の国立アイルランガ大学は3つのキャンパスと16の学部で設立されている。
Aキャンパス (Jl. Prof. Dr. Moestopo)
医学部・歯学部
Bキャンパス (Jl. Dharmawangsa Dalam)
法学部・経済学部・社会政治学部・心理学部・人文学部・職業教育学部(Vokasi)・大学院
Cキャンパス (Mulyorejo)
科学技術学部・情報工学部・公衆衛生学部・獣医学部・看護学部・薬学部・水産学部

## 学部及び学科
- 医学部
  - 医学科
  - 助産学科
- 歯学部
- 法学部
  - 法学科(4年制)
- 経済学部
  - 会計学科
  - マネジメント学科
  - 開発経済学科
  - イスラム経済学科
- 社会政治学部
  - 行政学科
  - 国際関係学科
  - 政治学科
  - 社会学科
  - コミュニケーション科学科
  - 図書館情報学科
  - 人類学科

- 心理学部
  - 心理学科(4年制)

- 人文学部
  - インドネシア語インドネシア文学科(4年制)
  - 英語英文学科(4年制)
  - 日本研究学科(4年制) 
  - 歴史学科(4年制)
  - 英語専攻科(3年制)

インドネシア共和国教育文化大臣の決定書（290号/O/1998）に基づき、国立アイルランガ大学の文学部（現在人文学部と改名）が1998年12月 2 日に設立された。学部として独立する前は、1988年に社会政治学部の学科として、インドネシア語インドネシア文学科と英語英文学科、1998年に歴史学科が設置された。1999年、文学部はスラバヤ市のDharmawangsa Dalam Selatan通りにある人文学部独自の校舎に移った。2000年に3年制の英語専攻科、2006年に日本研究学科が設置された。本学部の基本理念は、全国的、国際的水準において自立した、革新的な卓越した学部になることであり、宗教の精神に基づいて人文科学と芸術を発展する先駆者的存在になることを目指している。第1期学部長: Prof. Wahjoedi, S.H. (1998-2002), 第2期: Drs. Heru Supriyadi (2002-2006), 第3・4期: Drs. Aribowo, M.S. (2007- 2015)、第5期：Diah A. Arimbi, Ph. D. (2015-2020)。
- 職業教育学部(Vokasi)
- 大学院
- 科学・技術学部
  - 物理学科(4年制)
  - 化学科(4年制)
  - 数学科(4年制)
  - 生物学科(4年制)
  - 生物医学科
  - 環境工学科
  - 情報システム専攻科(3年制] 
  - アウト・インストルメント・システム専攻科(3年制)

- 情報工学部
  - 電気工学科
  - 産業工学科
  - AI・ロボット工学科
  - 情報分析学科
  - ナノ科学科
- 公衆衛生学部
  - 公衆衛生学科(4年制)
  - 栄養学科

- 獣医学部
  - 獣医学科
- 看護学部
  - 看護学科
- 薬学部
  - 薬学科(4年制)
- 水産学部
  - 養殖学科
  - 水産技術学科